# Masaaki Suzuki (Chemiker)

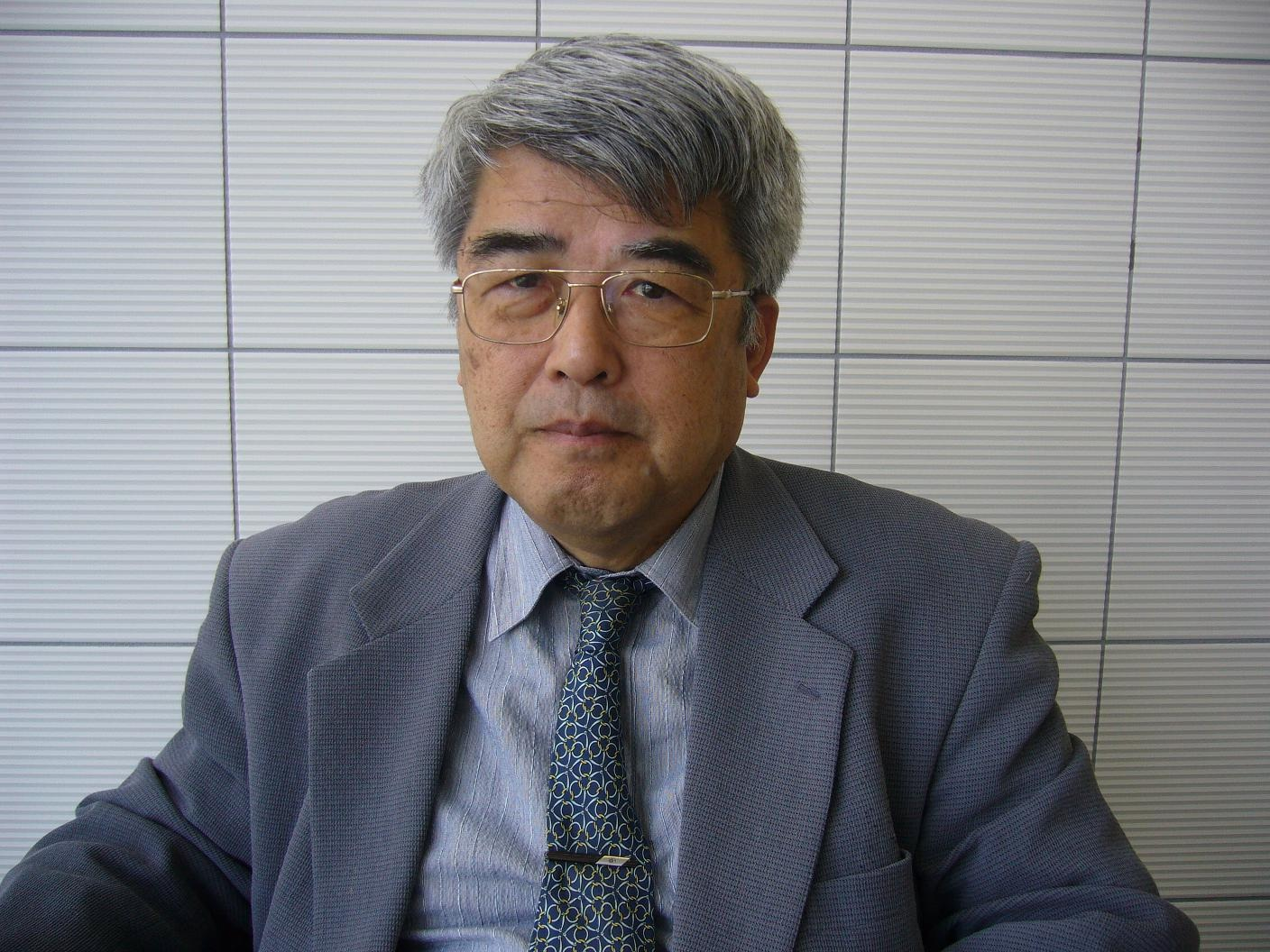
Masaaki Suzuki (2010)

Masaaki Suzuki (jap. 鈴木 正昭 Suzuki Masaaki; * 2. April 1947 in Kōbe, Japan) ist ein japanischer Chemiker und Professor.

## Leben
Suzuki studierte Chemie an der Universität Nagoya und wurde dort 1975 als akademischer Schüler von Y. Hirata  promoviert. Bis 1977 forschte er im Department of Chemistry der Harvard University bei dem Nobelpreisträger Robert Burns Woodward. Daran schloss sich an der Universität Nagoya bis 1983 eine Tätigkeit als Assistenz-Professor bei dem späteren Nobelpreisträger Ryoji Noyori an. Anschließend wurde er dort Professor, bevor er dann 1993 einem Ruf auf einen Lehrstuhl an der Universität Gifu, Japan, folgte. Dort war er bis 2007 tätig. Dann wechselte er zum RIKEN-Forschungsinstitut Rikagaku Kenkyūsho (理化学研究所), wo er in Kōbe, Japan, bis heute als Vizepräsident tätig ist.
Masaaki Suzuki ist verheiratet mit Yoko Suzuki und hat vier Kinder, die Töchter Kana und Akiko sowie die Söhne Masatoshi und Yoshimasa.

## Werk (Auswahl)
- R.B. Woodward, E. Logusch, K.P. Nambiar, K. Sakan, D.E. Ward, B.W. Au-Yeung, P. Balaram, L.J. Browne, P.J. Card, C.H. Chen, R.B. Chenevert, A. Fliri, K. Frobel, H.J. Gais, D.G. Garratt, K. Hayakawa, W. Heggie, D.P. Hesson, D. Hoppe, I. Hoppe, J.A. Hyatt, D. Ikeda, P.A. Jacobi, K.S. Kim, Y. Kobuke, K. Kojima, K. Krowicki, V.J. Lee, T. Leutert, S. Malchenko, J. Martens, R.S. Matthews, B.S. Ong, J.B. Press, T.V. Rajan Babu, G. Rousseau, H.M. Sauter, M. Suzuki, K. Tatsuta, L.M. Tolbert, E.A. Truesdale, I. Uchida, Y. Ueda, T. Uyehara, A.T. Vasella, W.C. Vladuchick, P.A. Wade, R.M. Williams and H.N.C. Wong: Asymmetric total synthesis of erythromcin. 1. Synthesis of an erythronolide A secoacid derivative via asymmetric induction. In: J. Am. Chem. Soc. 103 (1981), 3210-3213.
- R.B. Woodward, E. Logusch, K.P. Nambiar, K. Sakan, D.E. Ward, B.W. Au-Yeung, P. Balaram, L.J. Browne, P.J. Card, C.H. Chen, R.B. Chenevert, A. Fliri, K. Frobel, H.J. Gais, D.G. Garratt, K. Hayakawa, W. Heggie, D.P. Hesson, D. Hoppe, I. Hoppe, J.A. Hyatt, D. Ikeda, P.A. Jacobi, K.S. Kim, Y. Kobuke, K. Kojima, K. Krowicki, V.J. Lee, T. Leutert, S. Malchenko, J. Martens, R.S. Matthews, B.S. Ong, J.B. Press, T.V. Rajan Babu, G. Rousseau, H.M. Sauter, M. Suzuki, K. Tatsuta, L.M. Tolbert, E.A. Truesdale, I. Uchida, Y. Ueda, T. Uyehara, A.T. Vasella, W.C. Vladuchick, P.A. Wade, R.M. Williams and H.N.C. Wong: Asymmetric total synthesis of erythromycin. 2. Synthesis of an erythronolide A lactone system. In: J. Am. Chem. Soc. 103 (1981), 3213-3215.
- R.B. Woodward, E. Logusch, K.P. Nambiar, K. Sakan, D.E. Ward, B.W. Au-Yeung, P. Balaram, L.J. Browne, P.J. Card, C.H. Chen, R.B. Chenevert, A. Fliri, K. Frobel, H.J. Gais, D.G. Garratt, K. Hayakawa, W. Heggie, D.P. Hesson, D. Hoppe, I. Hoppe, J.A. Hyatt, D. Ikeda, P.A. Jacobi, K.S. Kim, Y. Kobuke, K. Kojima, K. Krowicki, V.J. Lee, T. Leutert, S. Malchenko, J. Martens, R.S. Matthews, B.S. Ong, J.B. Press, T.V. Rajan Babu, G. Rousseau, H.M. Sauter, M. Suzuki, K. Tatsuta, L.M. Tolbert, E.A. Truesdale, I. Uchida, Y. Ueda, T. Uyehara, A.T. Vasella, W.C. Vladuchick, P.A. Wade, R.M. Williams and H.N.C. Wong: Asymmetric total synthesis of erythromycin. 3. Total synthesis of erythromycin. In: J. Am. Chem. Soc. 103 (1981), 3215-3217.
- Noyori,R., and Suzuki,M.: Organic Synthesis of the Prostaglandins: Advancing Biology. In: Science 259, 44-45 (1993).
- Suzuki,M., Kato, K., Noyori,R., Watanabe,Yu., Takechi,H., Matsumura,K., Langstrom,B., and Watanabe,Y.: (15R)-16-m-Tolyl-17,18,19,20-tetranorisocarbacyclin: A Stable Ligand with High Binding Affinity and specificity for a Prostacyclin Receptor in the Central Nervous System. In: Angewandte Chemie International Edition, 35, 334-336 (1996).
- Suzuki,M., Doi,H., Bjorkman,M., Andersson,Y., Langstrom,B., Watanabe,Y., and Noyori,R.: Rapid Coupling of Methyl Iodide with Aryltributylstannanes Mediated by Palladium(0) Complexes: A General Protocol for the Systhesis of 11CH3-Labeled PET Tracers. In: Chemistry a European Journal, 3, 2039-2042 (1997).
- Sasaki,Y., Ikenoya,M., Yamamoto,N., Suzuki,M., Hidaka,H.: Novel and Specific Rho-Kinase Inhibitor, H1152, Directed Against the Rho-Kinase Involved Pathway. In: Cell. Molecular Biology Letters, 6, 506 (2001).
- Suzuki,M., Doi,H., Hosoya,T., Långström,B., Watanabe,Y.: Rapid Methylation on Carbon Frameworks Leading to the Synthesis of a PET Tracer Capable of Imaging a Novel CNS-Type Prostacyclin Receptor in Living Human Brain. In: Trends in Analytical Chemistry, 23, 595-607 (2004).
- Doi,H., Ban,I., Nonoyama,A., Sumi,K., Kuang,C., Hosoya,T., Tsukada,H., Suzuki,M.: Palladium(0)-Mediated Rapid Methylation and Fluoromethylation on Carbon Frameworks by Reacting Methyl and Fluoromethyl Iodide with Aryl and Alkenyl Boronic Acid Esters Useful for the Synthesis of C-11CH3 and C-18FCH2 Containing PET Tracers. In: Chem. Eur. J., 15, 4165-4171 (2009).
- Suzuki,M., Sumi,K., Koyama,H., Siqin., Hosoya,T., Takashima,M.,and doi, H.: Pd(0)-Mediated Rapid Coupling between Methy Iodide and Hetero-Arylstannanes: an Efficient and General Method for the Incorporation of a Positron-Emitting 11C Radionuclide into Heteroaromatic Frameworks. In: Chemistry a European Journal 15,12489-12495 (2009).
- Ikemoto,T., Hosoya, T., Takata, K., Aoyama, H., Onoe,H., Suzuki,M., Endo,M.: Functional role of NSP-like 1 protein in membrane translocation of glucose transporter 4. In: Diabetes C58,2802-2812 (2009).
- Misato Takashima-Hirano, Miho Shukuri, Tadayuki Takashima, Miki Goto, Yasuhiro Wada, Yasuyoshi Watanabe, Hirotaka Onoe, Hisashi Doi, Masaaki Suzuki*: General Method for 11C-Labeling of 2-Arylpropionic Acids and Their Esters: Construction of a PET Tracer Library for a Study of Biological Events Involved in COXs Expression. In: Chemistry a European Journal 16,4250-4258 (2010).

## Preise
- 1981 Preis der Chemical Society of Japan für junge Chemiker
- 2000 Preis der Chemical Society of Japan für Kreativität
- 2004 Preis der Zeitschrift Bulletin Chemical Society Japan
- 2007 Der 44. Erwin-von-Baelz-Preis